# ウォキングFC
ウォキング・フットボール・クラブ（Woking Football Club）はイングランド、サリー州、ウォキングを本拠地とするサッカークラブチームである。2012-2013シーズンはカンファレンス・ナショナル（5部相当）に所属。

## タイトル

### 国内タイトル
- FAトロフィー:3回

1994, 1995, 1997
- FAアマチュアカップ:1回

1958
- イスミアンリーグ:2回

1957-1958, 2002-2003
- イスミアンリーグ・リーグカップ:1回

1991
- イスミアン・チャリティーシールド:2回

1992, 1993
- カンファレンス・リーグカップ:1回

2005
- ヴォクソール・チャンピオンシップシールド:1回

1995

### 国際タイトル
- なし